# بيل براون (لاعب كرة قاعدة)
بيل براون (بالإنجليزية: Bill Brown)‏ هو لاعب كرة قاعدة أمريكي، ولد في 8 يوليو 1893 في كولمان في الولايات المتحدة، وتوفي في 13 مايو 1965 في لوبوك في الولايات المتحدة.

## وصلات خارجية
- بيل براون على موقعبيزبول رفرنس.كوم (الدوري الرئيسي) (الإنجليزية)
- بيل براون على موقعبيزبول رفرنس.كوم (الدوري الثانوي) (الإنجليزية)